# 馬爾伯里鎮區 (堪薩斯州埃爾斯沃思縣)
馬爾伯里鎮區（英語：Mulberry Township）為美國堪薩斯州埃爾斯沃思縣轄下的鎮區。2010年美国人口普查中此鎮區人口有27人。

## 地理
馬爾伯里鎮區涵蓋總面積為93.4平方（36.06平方英里），其中陸地面積為93.2平方（35.98平方英里），水域面積為0.21平方（0.08平方英里）或0.22%。海拔高度457（1,499英尺）。

## 人口統計
根據2010年美國人口普查，馬爾伯里鎮區人口有27人，其中男性有14人，女性有13人，人口密度為每平方公里0.29人，住房計17戶。鎮區內的白人有27人，非裔美國人有0人，美洲原住民有0人，亞裔美國人有0人，太平洋島裔美國人有0人，其他種族有0人，混血種族則有0人。此外鎮區內有0人為西班牙裔或拉丁裔美國人。此鎮區之年齡中位數為53.5歲，而男性年齡中位數為50.5歲，女性年齡中位數為53.5歲。